# 张羌街道
张羌街道是中华人民共和国河南省焦作市温县下辖的一个街道办事处。2016年，撤销温泉镇、岳村乡、南张羌镇，设立温泉街道、岳村街道、张羌街道、黄河街道。

## 行政区划
张羌街道下辖以下村级行政区划单位：
南张羌村、北张羌村、常店村、马庄村、大渠河村、北渠河村、南渠河村、朱沟村、段沟村、陆庄村、卫沟村、杨沟村、冉沟村和徐沟村。